# Pribinovo náměstí
Pribinovo náměstí se nachází v Nitře, v městské části Staré Mesto, konkrétně v Horním městě. Dominantami náměstí jsou socha knížete Pribiny, a slavná socha Atlanta.

## Popis
Náměstí je parkově upravené. Uprostřed náměstí se vyjímá socha knížete Pribiny. Bronzovou sochu knížete Pribiny vytvořil nitranský rodák Tibor Bártfay v roce 1989. Je postavena na památku prvního slovanského knížete Pribiny, který založil a vládl Nitranského knížectví (historicky první státní útvar Slovanů). Kníže zdraví návštěvníky města mečem, symbolem moci a vlády, drženým oběma rukama při hrudi. Socha je vysoká 6,6 m. Odhalena byla 20. prosince 1989.
Na obou stranách náměstí se nacházejí domy kanovníků a církevní paláce, které byly postaveny v 17. – 19. století a sloužily i slouží pro potřeby církve.
Na jižní straně náměstí stojí nejkrásnější budova Horního města, církevní palác Veľký seminár. Byl postaven ve více etapách, v letech 1767–1770 a přestavován v průběhu 19. století. Nejvzácnější součástí objektu je Historický fond Diecézní knihovny, která je nejcennější sbírkou původní literatury na Slovensku. Byla zřízena na podnět biskupa Augustina Roškovániho. Otevřena byla 30. listopadu 1885, za účasti císaře Františka Josefa I. Diecézní knihovna obsahuje přibližně 66 000 vzácných knih. Z toho je 78 prvotisků (inkunábulí) z let 1473–1500. Nacházejí se zde i několik knižních unikátů, např. nejmenší kniha má rozměry 8 × 5,5 cm.
Vedle Velkého semináře se nachází Dom kanonika Gregušku se sochou Atlanta na nároží.
Naproti Velkému semináři se nachází Malý seminář. Palácová klasicistní budova v historizujícím slohu, byla postavena v letech 1876–1884, na podnět biskupa Roškovániho. V současnosti v ní sídlí Kněžský seminář sv. Gorazda.
Nedílnou součást náměstí tvoří i ostatní měšťanské domy, které také mají velkou historickou hodnotu.

## Fotogalerie

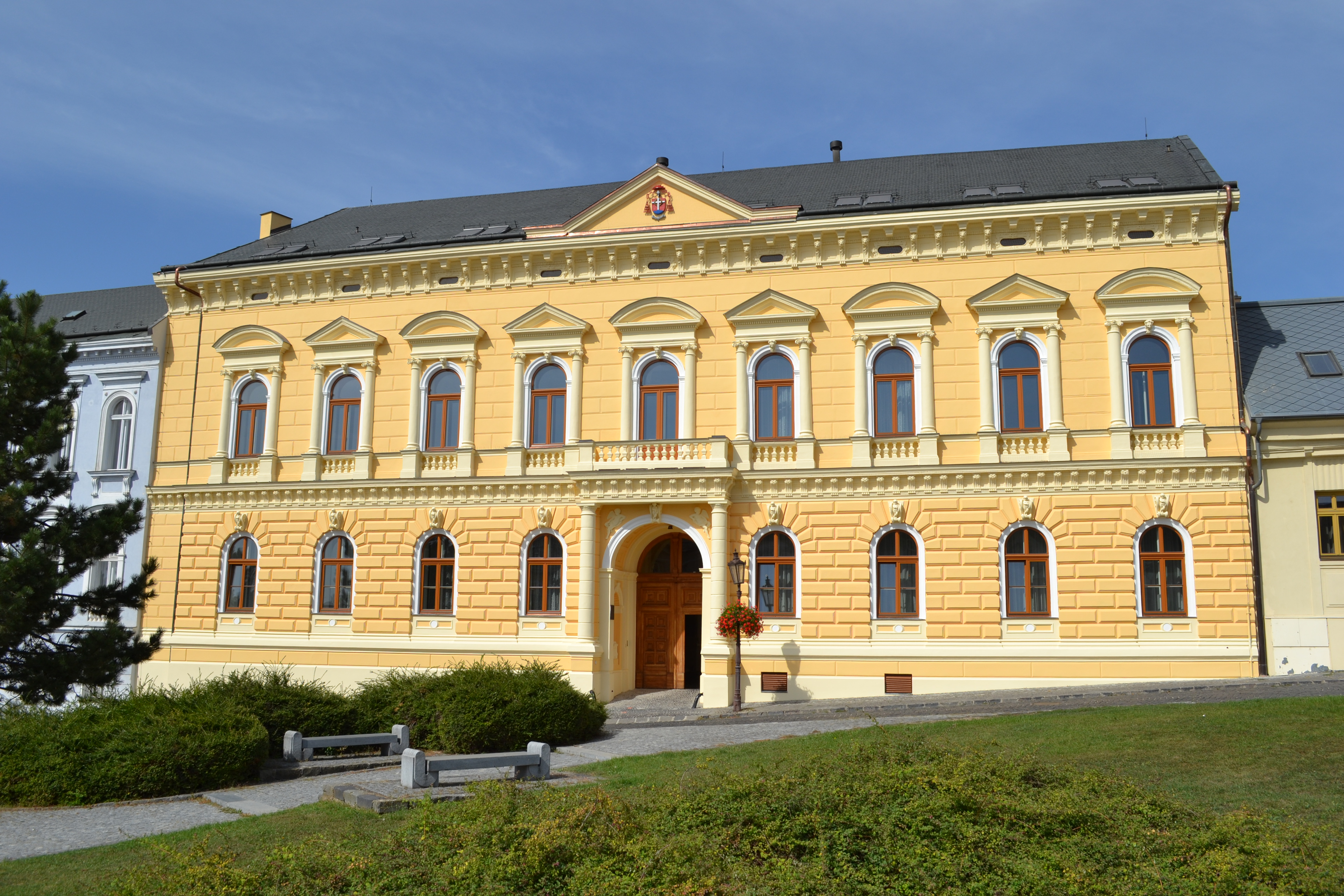
Malý seminář
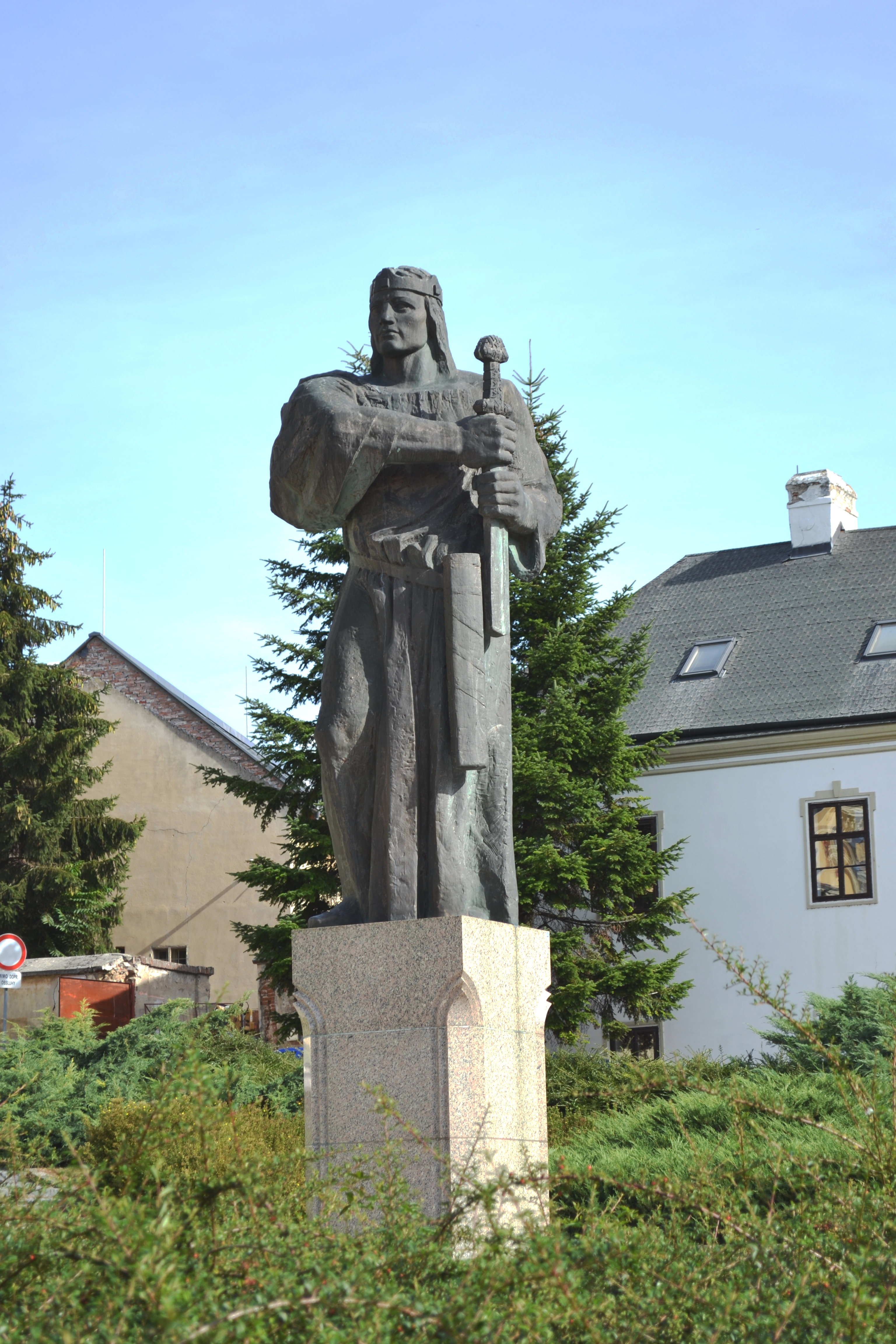
Socha knížete Pribiny
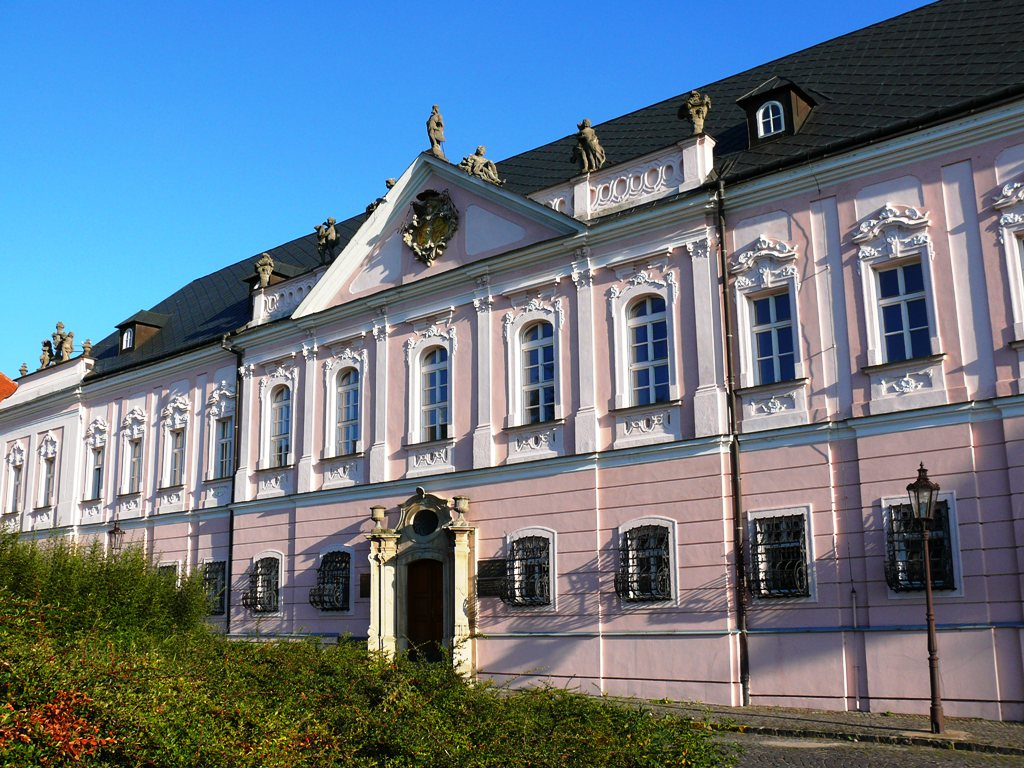
Velký seminář